# Débété
Débété è una città e sottoprefettura della Costa d'Avorio appartenente al dipartimento di Tengréla. Conta una popolazione di 5 751 abitanti (censimento 2014).